# Língua láá láá bwam
Láá Láá Bwamu, também chamada asKàdenbà é uma língua Gur falada no oeste de Burkina Faso por cerca de 70 mil pessoas, principalmente e  Balé, Boucle du Mouhoun e Hauts-Bassins

## Outros nomes
A língua também é chamada Bwamu laa, yere, kàdenbà or asKàdenbà.

## Escrita
Os poucos alfabetizados de seus falantes usam uma forma do alfabeto latino sem as letras G, J, Q, X Usam-se abundantes diacríticos e as formas Kh, ɛ, ɔ, ɓ, ŋ

## Amostra de texto
Mathew 2:1-4
1 Yiezu ɛ́ hàarí tɔn hɔ̀ Bɛtilehɛmu lóo hũn, hɔ̀ Zude pɛ̃̀hɛ̃ hũn, lè yìi lɛ á Erɔdi ɛ́ dàa iè bɛ́-zuú. Ɛ́ ɓɛ́ bɔ̀-dũn-báa dɔ̀ lɛ kɛ̀rɛa hĩ  ńpĩ ́inàwuò cɛ̃̀un ɛ́ van lɔ́ àá lé wurù hànlén ɛ́ dàa ɓɛrɛ hɔ̀ Zerizalɛmu. 2. Ɛ́ ɓɛ́ ɓɛrɛ ɛ́ dìe nɛ: « Ɓɛ̀ Zuifuɓɛ bɛ́-zuú ɛ́ lɛ tɔn kɛ̀a mu lɛ ɛ́ wi yí hũn? Ké mɛu piè ńpĩ ́inàwiì àá lé wurù hànlén ɛ́ ké ɓɛrɛ ɛ́ ke ɓen ɓàaní ɛ ǹ. » 3. Ɛ́ bòo lɛ á bɛ́-zuú Erɔdi ɛ́ ɲɛ́ mú, á hɛ̀ hũn yerɛ, ɔ̀pe àá ɓɛ́ Zerizalɛmu nìɛ ɓɛ́-kùi. 4. Á vɔn ɓɛ̀ Dɔfĩn khɛ̃́n-dàariè han-dié ɓɛ́-kùi àá ɔ́ Moyiizi làndɛ́ kɛ̀ránliè ɛ́ koo ɓán lɔ̀n, à ɛ́ ɓɛ̀ dìenin nɛ hɔ iè yí á Kirisa ɛ́ fɔ́ɓáǹ à te hũn? <ref>Nouveau Testament<]ref>
Português
Mateus  2:1-4
1. Tendo Jesus nascido em Belém da Judéia, nos dias do rei Herodes, eis que vieram do oriente a Jerusalém uns magos, 2. dizendo: Onde está o nascido rei dos judeus? porque vimos a sua estrela no oriente e viemos adorá-lo. 3. Quando o rei Herodes ouviu estas coisas, ficou perturbado, e toda Jerusalém com ele. 4. E, reunindo todos os principais sacerdotes e escribas do povo, perguntou-lhes onde deveria nascer Cristo.<ref>Bíblia GB</reff.